# 2008年ジンバブエのコレラ発生

■：コレラに感染したと疑われる人の報告がある行政区域。

2008年ジンバブエのコレラ発生（2008ねんジンバブエのコレラはっせい）は、ジンバブエで2008年8月から2009年6月まで流行したコレラの発生である。2008年12月には感染したと疑われる人数が10,000人を超えた。12月3日、ジンバブエ政府は非常事態を宣言し、国際社会に支援を要請した。最終的に、10万人に迫る感染者と、4288人の死者を出した。

## 原因
国際連合人道問題調整事務所 (UN OCHA) は以下の3点を挙げている。
- 飲料水と衛生関連物資の不足
- 医療システムの崩壊
- 政府の対応能力の欠如

また、ジンバブエでは2000年代中ごろから、通貨ジンバブエ・ドルの激しいインフレーションが起きている。

## 影響
コレラに感染したと疑われる人の報告がある地域はジンバブエ国内10州のうち、西部・北マタベレランド州を除く9州にわたっている。
OCHA が12月17日付で公表した報告によると、ジンバブエ国内において感染したと疑われる人数は20,581人、死亡者数は1,111人である。

■：死亡者が確認された国
■：感染したと疑われる人が確認された国

ジンバブエに隣接する国（南アフリカ、ボツワナ、モザンビーク、ザンビア）でも感染したと疑われる人や死亡した人が確認されている。

## 反応
- 国際連合児童基金 (UNICEF) は、公衆衛生活動を強化し、栄養補助食品の配布や広域にわたる安全な飲料水確保などの緊急支援対策を実施すると発表[4]。
- 日本赤十字社は、12月18日に緊急医療チームを派遣。